# Экстаз святого Франциска (Караваджо)
«Экстаз Святого Франциска» — картина итальянского художника Микеланджело Меризи да Караваджо, также известная как «Блаженство Святого Франциска». Картина написана в 1595 году, в настоящее время находится в музее Уодсворт Атенеум в городе Хартфорд, США. Размер полотна 92,5 x 128 см.

## История создания
«Экстаз святого Франциска» написан после того, как кардинал Франческо Дель Монте стал покровителем художника. Полотно считается одной из первых работ, выполненных Караваджо в статусе «художника Дель Монте». Предположительно именно так он называл себя в течение следующих нескольких лет, которые прожил в Палаццо Мадама. Картина хранилась у кардинала до конца его жизни. Также известно о существовании нескольких копий[источник?]. Известно, что картиной впоследствии владел священник из Пинероло под Турином Руджеро Тритонио, в своём завещании от 25 октября 1607 года он передавал её племяннику, поставив условие никогда не продавать произведение «знаменитейшего художника».

## Сюжет картины
На полотне изображён Святой Франциск Ассизский, покровитель кардинала Дель Монте. Этот популярный в Италии святой показан в момент получения стигматов — ран в виде знаков, оставленных на теле Христа распятием. Один из друзей Франциска, брат Лев, рассказывал, что в 1224 году Франциск удалился на сорок дней в пустыню с небольшим числом последователей, чтобы созерцать Бога. Ночью 17 сентября на склоне горы Верна, что находится в верховьях Тибра, брат Лев увидел, как шестикрылый серафим спустился к Франциску в ответ на молитву святого о том, чтобы он смог познать страдания Христа и его любовь. Примерный перевод описанных Львом событий выглядит следующим образом:
Внезапно появился ослепляющий свет. Казалось, облака разверзлись и выплеснули всё их сияние миллионами водопадов звёзд и цветов. И в центре этого сияющего водоворота мерцало ядро ослепительного света, которое мчалось с высоты небес с ужасающей скоростью, до тех пор, пока оно неожиданно не остановилось — неподвижное и священное — над скалой, прямо перед Франциском.
Это была фигура с крыльями, прижатыми к огненному кресту. Два пылающих крыла стремились вверх, два других были открыты горизонтально, а два остальных покрывали фигуру. Из шрамов его на руках и ногах, и из сердца струились лучи крови. Сияющие черты Существа предстали в облике сверхъестественной красоты и скорби. Это было лицо Иисуса. И Иисус говорил.

Затем потоки огня и крови внезапно выплеснулись из Его ран и пронзили руки и ноги Франциска гвоздями, а сердце его — ударом копья. Когда из груди Франциска вырвался крик, полный счастья и боли, огненное существо вошло в его тело, как в зеркальное изображение самого себя — со всей своей страстью, любовью, скорбью и красотой — и скрылось внутри Франциска. Очередной крик пронзил небеса. И, с гвоздями и ранами в теле, с воспламенёнными духом и душой Франциск потерял сознание.

## Описание картины

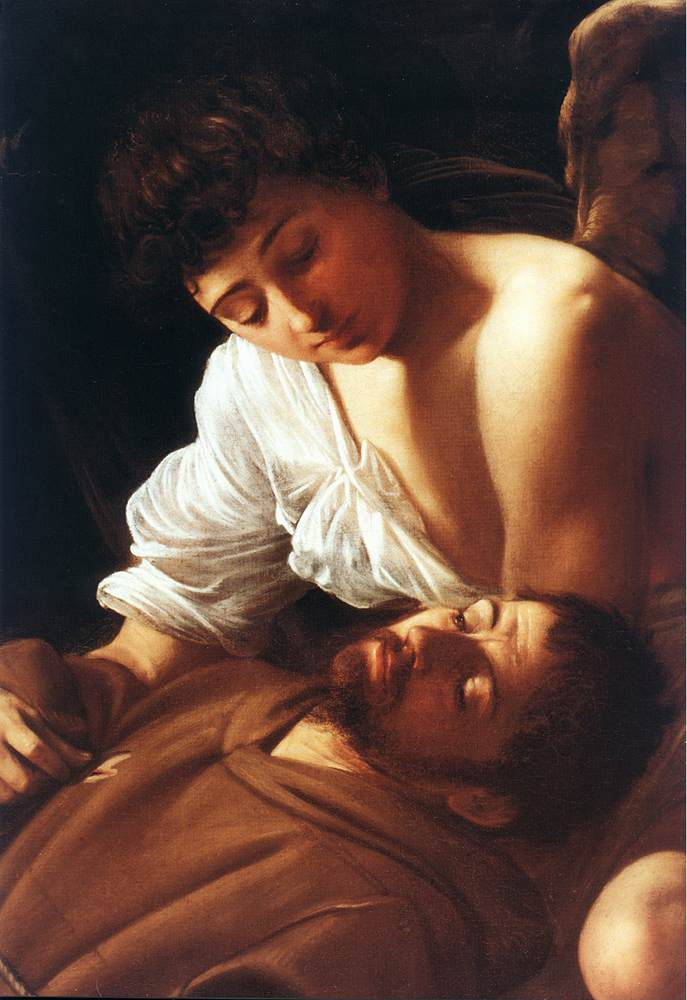
Экстаз святого Франциска (фрагмент).

История изображения сюжета начинается с XIII века, к нему обращались знаменитые мастера. Джотто ди Бондоне представил свою интерпретацию легендарного события примерно в 1290 году. Джованни Беллини создал картину «Стигматизация святого Франциска» между 1480 и 1485 годами. Версия Караваджо менее драматична, чем предоставленное Львом описание и трактовка события другими художниками. Шестикрылый серафим заменен двукрылым ангелом, отсутствуют описанные насильственные эпизоды: никаких огненных потоков, криков или огненных изображений Христа. Ангел бережно поддерживает забывшегося святого. На заднем плане внизу долина реки и спутники святого, едва различимые в темноте.
Художник передаёт своё видение этого события. Главные герои максимально приближены к зрителю, они выступают из ночного мрака под лучом света, падающего сверху. Святой Франциск, чьё тело ослабело от поста, а душа устала от раздумий, попросил Всевышнего показать, какое бывает блаженство и узрел Ангела. И в тот же момент он перестал ощущать себя. Именно мгновения забвения изобразил художник. Ангел с нежным лицом юноши (черты которого схожи с юношей на картине «Мальчик, чистящий фрукты», с крылатым Купидоном, находящимся в крайней левой части «Музыкантов», а ещё больше — с обманутым юношей из картины «Шулерство»), в белых одеждах и с крыльями за спиной, заботливо склоняется над Франциском и бережно поддерживает упавшего без сил святого. Лицо Святого Франциска спокойно, рука отведена в сторону. На нём — простая монашеская ряса, ноги босы. Атмосфера, царящая на картине, наполнена мистикой и спиритизмом: посреди тёмного ночного пейзажа две фигуры залиты неземным сиянием, на горизонте виднеется странное мерцание.